# Опёнок ссыхающийся
Опёнок ссыхающийся (лат. Armillaria tabescens) — вид грибов из семейства Physalacriaceae.

## Таксономия
Вид впервые описан итальянским ботаником Джованни Скополи в 1772 году в книге Flora carnolica как Agaricus tabescens. В 1921 году миколог Л. Эмель перевёл его в род Armillaria.

### Синонимы
- Agaricus caespitosus (Berk.) Berk. & M.A. Curtis, 1869, nom. illeg.
- Agaricus monadelphus Morgan, 1883
- Agaricus tabescens Scop., 1772basionym
- Armillaria mellea var. exannulata Peck, 1893
- Armillaria mellea var. tabescens (Scop.) Rea & Ramsb., 1917
- Armillariella tabescens (Scop.) Singer, 1943
- Clitocybe monadelpha (Morgan) Sacc., 1887
- Clitocybe tabescens (Scop.) Bres., 1900
- Collybia tabescens (Scop.) Sacc., 1887
- Fungus tabescens (Scop.) Kuntze, 1898
- Lentinus caespitosus Berk., 1847
- Monodelphus caespitosus (Berk.) Murrill, 1911
- Pleurotus caespitosus (Berk.) Sacc., 1887
- Pocillaria caespitosa (Berk.) Kuntze, 1891

## Описание
- Шляпка 3—10 см в диаметре, в молодом возрасте выпуклой, затем широко-выпуклой формы, с широким бугорком в центре. Поверхность шляпки сухая, рыже-коричневого цвета, с более тёмными чешуйками.
- Мякоть белого или буроватого цвета, с сильным запахом, с вяжущим вкусом.
- Гименофор пластинчатый, пластинки приросшие к ножке или слабо нисходящие на неё, белого, затем розоватого цвета.
- Ножка 7,5—20 см длиной и 0,5—1,5 см толщиной, суженная книзу, в верхней части беловатая, ниже желтоватая или коричневатая, волокнистая. Кольцо отсутствует.
- Споровый порошок кремового цвета. Споры 6,5—8×4,5—5,5 мкм, эллипсоидной формы, гладкие, гиалиновые, неамилоидные.
- Съедобен, считается вкусным грибом.

## Ареал и экология
Встречается группами, на стволах и пнях деревьев, с июня по декабрь.

## Сходные виды
Виды рода Galerina, некоторые из которых сильно ядовиты, хорошо отличаются коричневым споровым порошком. Другие виды Armillaria имеют кольца.